# Bomolocha ectoglauca
Bomolocha ectoglauca là một loài bướm đêm trong họ Noctuidae.